# Залужний Валерій Федорович
Вале́рій Фе́дорович Залу́жний (нар. 8 липня 1973, Новоград-Волинський) — український воєначальник, генерал у відставці. Надзвичайний і Повноважний Посол України у Сполученому Королівстві Великої Британії і Північної Ірландії (з травня 2024). Постійний представник України при Міжнародній морській організації (за сумісництвом).
Колишній Головнокомандувач Збройних сил України (2021—2024), член Ради національної безпеки і оборони України (2021—2024), командувач військ Оперативного командування «Північ» (2019—2021), начальник Об'єднаного оперативного штабу ЗС України — перший заступник командувача Об'єднаних сил (2018), начальник штабу — перший заступник командувача військ Оперативного командування «Захід» (2017).
Герой України (2024). Увійшов до сотні найвпливовіших людей 2022 року за версією журналу Time, один із 25 найвпливовіших українських військових 2022 року від НВ.

## Життєпис
Народився 8 липня 1973 року в місті Новограді-Волинському (нині — м. Звягель) в сім'ї робітників, в якій мати працювала на залізничному вокзалі міста Новоград-Волинський, а батько — на заводі. З дитинства мріяв стати військовим. У 1989 році закінчив міську школу № 9, вступив до Новоград-Волинського машинобудівного технікуму, який закінчив у 1993 році з відзнакою. Згодом вступив на загальновійськовий факультет Одеського інституту Сухопутних військ. У 1997 році з відзнакою закінчив навчання в інституті, після чого пройшов усі щаблі військової служби: командир взводу, командир навчального взводу, командир бойового взводу, командир навчальної роти, командир роти курсантів, командир батальйону.
2005 року вступив до Національної академії оборони України, у 2007 році закінчив навчання із золотою медаллю, призначений на посаду начальника штабу — першого заступника командира 24-ї окремої механізованої бригади в Яворові. На цій посаді успішно проходив службу впродовж двох із половиною років.
Рішенням начальника Генерального штабу Збройних Сил України, 13 жовтня 2009 року був призначений командиром 51-ї окремої механізованої бригади. Командував нею до 2012 року.
У пресрелізі видавництва «Вавилонська бібліотека» зазначається, що 2024 року вийшла дебютна книга Валерія Залужного «Моя війна» і стала першою в трилогії. У мемуарах йдеться про події в житті ексголовкома від дитинства до 24 лютого 2022 року. Декілька розділів все-таки присвячені повномасштабній війні Росії проти України. Дві наступні книги матимуть назви «Наша війна» та «Їхня війна».

### Російсько-українська війна
У 2014 році закінчив Національний університет оборони України, як найкращий випускник оперативно-стратегічного рівня підготовки нагороджений перехідним мечем королеви Великої Британії.
У липні 2014 року став заступником командира сектора «С», який формувався на Донеччині. Відтоді керував майже всіма угрупованнями, які там створювали.
На 2017 рік ― начальник штабу — перший заступник командувача військ Оперативного командування «Захід».
23 серпня 2017 року отримав нове звання генерал-майора.
Станом на 2018 рік ― начальник Об'єднаного оперативного штабу ЗС України — перший заступник командувача Об'єднаних сил.
9 грудня 2019 року — призначений командувачем Оперативного командування «Північ».
У грудні 2020 року — закінчив магістеріум Острозької академії за спеціальністю «Міжнародні відносини».

### Головнокомандувач ЗСУ
27 липня 2021 року Президент України Володимир Зеленський призначив Валерія Залужного Головнокомандувачем Збройних Сил України. Він змінив на цій посаді Руслана Хомчака. Наступного дня був введений до складу Ради національної безпеки і оборони України.
Під час повномасштабного російського вторгнення в Україну проявив ефективність в командуванні Збройними Силами України на фронті проти російських військових, що детально аналізують вітчизняні та закордонні експерти, зокрема, у журналі «Time».
23 травня 2022 року увійшов до списку 100 найвпливовіших людей 2022 за версією журналу Time.
16 грудня 2023 року захистив дисертацію з права та здобув науковий ступінь доктора філософії. Захист дисертації на спеціальну тему відбувся в Одеській юридичній академії.

8 лютого 2024 року звільнений з посади головнокомандувача ЗСУ. Після цього відбулися масштабні кадрові зміни у керівництві ЗСУ.

### Посол у Великій Британії
7 березня 2024 року президент Зеленський погодив Залужного на посаду посла України в Великій Британії. 19 квітня Залужний отримав погодження від Британії щодо призначення послом (агреман).
9 березня 2024 року Дзеркало тижня повідомило, що генерал Валерій Залужний після проходження ВЛК був визнаний непридатними для військової служби та знятий з військового обліку. Цього ж дня видання Українська правда повідомило, що, крім Валерія Залужного, аналогічне рішення було прийнято щодо колишнього Начальника Генерального штабу ЗСУ генерал-лейтенанта Сергія Шаптали. Валерій Залужний, який мав найвище військове звання в Україні, зможе отримувати оклад за нього в сумі 1 тисячу 762 гривні на місяць.
29 березня 2024 року видання ВВС звернуло увагу, що попри оголошення про намір, призначення Валерія Залужного послом у Велику Британію все ще не відбулось.
24 квітня 2024 року Радіо Свобода, з посиланням на інтерв'ю радника Офісу президента Михайла Подоляка в етері телеканалу «Київ», повідомило, що офіційний Лондон погодив кандидатуру Валерія Залужного на посаду посла України в Великобританії і «це питання вже тижнів».
8 травня звільнений з військової служби за станом здоров'я з правом носіння військової форми.
9 травня призначений послом України у Великій Британії. 8 червня 2024 року міністр закордонних справ України Дмитро Кулеба в інтерв'ю агентству Укрінформ повідомив, шо підготовка Валерія Залужного до дипломатичної роботи послом у Великобританії перебуває на фінішній прямій. Почав роботу послом 11 липня 2024 року.
13 листопада 2024 року Валерій Залужний як український посол в Сполученому королівстві заявив, що Україна веде перемовини з британським урядом про щорічне навчання у Великій Британії 5-7 тисяч українських студентів для підготовки кадрів для державного сектору. З його слів, така підготовка є важливою для проведення протягом наступних 20 років в Україні справжніх європейських стандартів держслужби та покращення взаємодії між бізнесом і державою.
20 грудня 2024 року у івано-франківському видавництві «Вавилонська бібліотека» вийшла друком книга Валерія Залужного «Моя війна».
3 березня 2025 призначений постійним представником України при Міжнародній морській організації (за сумісництвом).

## Військові звання
- Підполковник (2010);
- Полковник (2012);
- Генерал-майор (23 серпня 2017)[15];
- Генерал-лейтенант (24 серпня 2021)[51];
- Генерал (4 березня 2022)[52].

## Оцінки й цитати

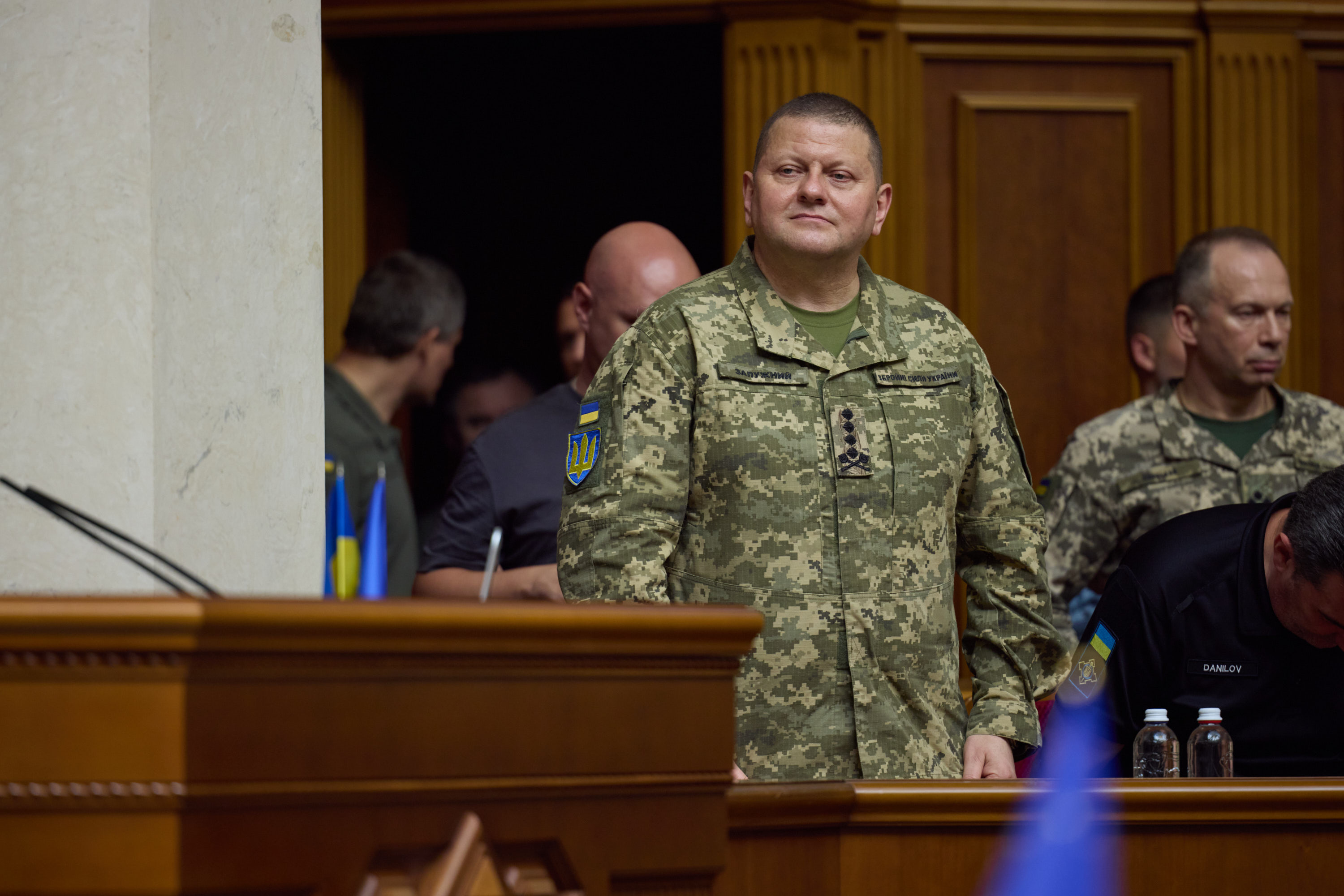
На урочистій частині засідання ВРУ з нагоди Дня Української Державності. 28 липня 2022

Його називають одним з найбільш відкритих генералів, який розуміє проблеми солдатів і молодших офіцерів.
Валерій Залужний є представником українських вищих офіцерів, які ніколи не служили в радянській армії та не вчилися у її навчальних закладах, тому «совкова» військова модель для Залужного є зовсім чужою. Він як учасник бойових дій на сході України, позитивно ставиться до оновлення особового складу молодими людьми та відходу від радянських практик. Одним з його перших кроків на посаді був дозвіл військовим на фронті відкривати вогонь у відповідь по окупантах без узгодження з вищим керівництвом і позбавлення необхідності військовим заповнювати зайві документи.
Щодо своїх пріоритетів на посаді головнокомандувача Валерій Залужний сказав:

| Загальний курс на реформування Збройних Сил України відповідно до принципів і стандартів НАТО залишається незворотним. І ключове тут — принципи. Зміни мають відбутися перш за все у світогляді і ставленні до людей. Я б хотів, щоб ви повернулися обличчям до людей, до своїх підлеглих. Моє ставлення до людей не змінювалося протягом всієї моєї служби. |
| — Валерій Залужний після призначення на посаду Головнокомандувача. 31 липня 2021. |

14 жовтня 2022 року Україна відзначила «День захисників і захисниць України», як повідомляє Укрінформ, головнокомандувач Збройних Сил України Валерій Залужний привітав захисників і захисниць зі святом і відзначив, що українці у лютому 2022 року витримали потужний ворожий удар і поховали міф про непереможність російської армії. Він сказав:

| А тепер ми повертаємо своє. Ніхто і ніщо не зупинить нас. Ми обрали шлях воїнів і йдемо вперед. Весь світ захоплено і з надією дивиться на нас. |
| — Валерій Залужний |

| Як би важко нам не було, але вже точно не буде соромно. |
| — Валерій Залужний                                      |

| Ми не маємо права перекласти цю війну на наших дітей. |
| — Валерій Залужний                                    |

| Битва за кожне місто і село нашої країни варта окремої книги. Кожен військовий і цивільний. Хто чинив спротив окупанту, хто підтримує визволителів, вартий окремої розповіді. Ми пам'ятаємо усіх — і полеглих, і живих. |
| — Валерій Залужний |

У квітні 2022 року видання Politico назвало Залужного «Залізним генералом», ця характеристика закріпилась за ним надалі. Видання також назвало його новим поколінням українських офіцерів, яке замінило радянську школу.
13 жовтня 2022 року журнал Time помістив портрет Валерія Залужного на обкладинці та відніс до 100 найвпливовіших людей планети.
9 листопада 2022 року в День української писемності та мови Валерій Залужний сказав:

| Ціною життів кращих ми виборюємо право говорити рідною мовою, бути українцями, визначати своє майбутнє. Українська мова – це мова наших батьків і дітей. Мова нашої Перемоги |
| — Валерій Залужний |

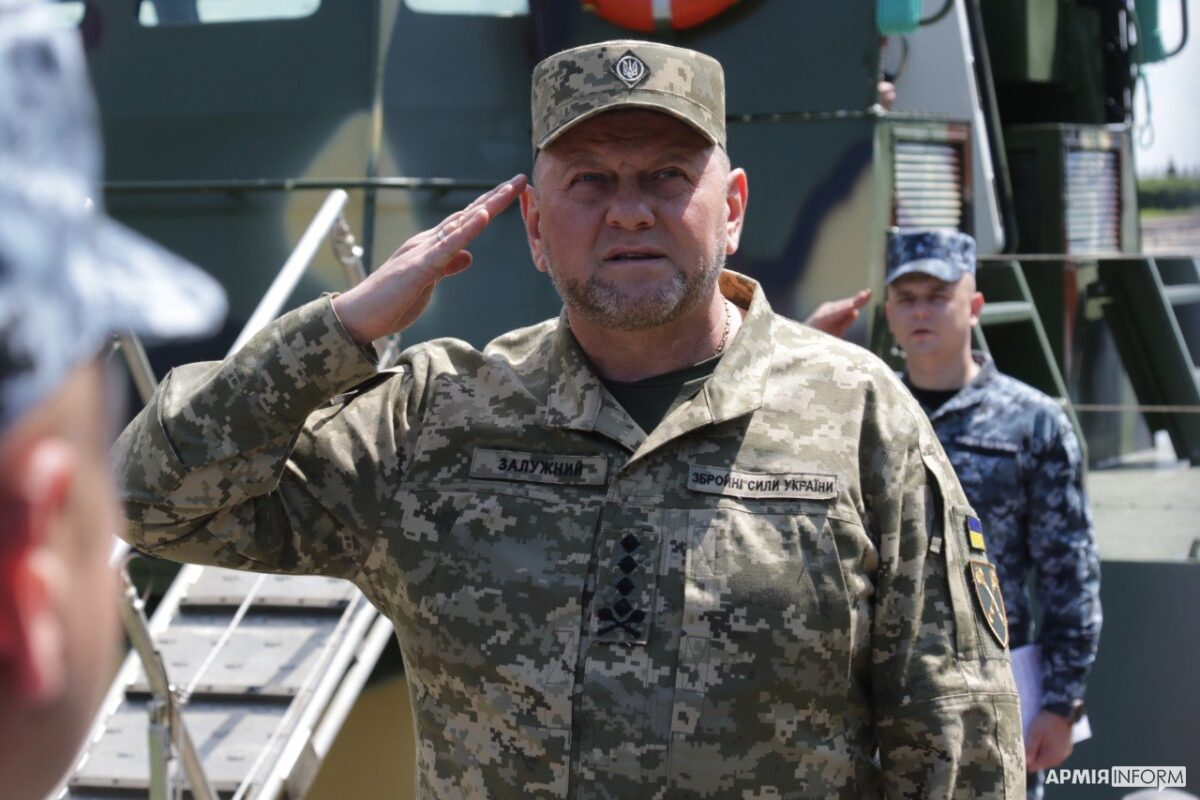
У Бучі, 26 травня 2023

У жовтні 2022 року соціологічна група «Рейтинг», в межах проєкту «Народний ТОП», оприлюднила результати дослідження видатних українців усіх часів. Валерій Залужний посів десяте місце «Народного ТОПу», набравши 7,7 % голосів опитаних.

## Нагороди та відзнаки

### Українські
- Звання Герой України з врученням ордена «Золота Зірка» (8 лютого 2024) — за визначні особисті заслуги у захисті державного суверенітету та територіальної цілісності України, самовіддане служіння Українському народові[66];
- Хрест бойових заслуг (6 травня 2022) — за визначні особисті заслуги у захисті державного суверенітету та територіальної цілісності України, самовіддане служіння Українському народові та вірність військовій присязі[67];
- Орден Богдана Хмельницького III ступеня (12 грудня 2016) — за особисту мужність, самовідданість і високий професіоналізм, виявлені у захисті державного суверенітету та територіальної цілісності України, вірність військовій присязі[68];
- Відзнака «Іменна вогнепальна зброя» (26 липня 2023) — за визначні особисті заслуги в захисті державного суверенітету та територіальної цілісності України, зміцненні обороноздатності Української держави, зразкове виконання військового обов'язку, виявлені честь і доблесть[69];
- Почесний нагрудний знак Начальника Генерального штабу «За доблесну військову службу Батьківщині»;
- Відзнака Міністерства оборони України «Ветеран військової служби»;
- Почесний нагрудний знак Начальника Генерального штабу «За заслуги перед Збройними Силами України»;
- Почесний нагрудний знак Начальника Генерального штабу «За досягнення у військовій службі»;
- Нагрудний знак «Учасник АТО»;
- Всеукраїнська літературно-мистецька премія імені Братів Богдана та Левка Лепких (2022) — за створення боєздатної армії й ефективну оборону та звільнення окупованих територій України від московських загарбників[70][71];
- Орден святого великомученика Юрія Переможця (21 грудня 2022)[72];
- Лицарська почесна відзнака «Орден Звитяги» (2022)[73];
- Почесний громадянин Яворова (2023)[74].

### Іноземні
- Офіцерський хрест Ордену Хреста Витязя (6 липня 2023, Литва) — за надзвичайну мужність, стійкість і вірність обов'язку у боротьбі з найбільшим агресором 21 століття, терористичною Росією[75][76].

## Особисте життя
Дружина Олена, родина має дві доньки. Старша — військовослужбовиця. Молодша планує стати лікарем.

## Праці Валерія Залужного
- Залужний В. Ф. Сучасний стан дослідження дисциплінарної відповідальності військовослужбовців Збройних Сил України. Європейські орієнтири розвитку України в умовах війни та глобальних викликів ХХІ століття: синергія наукових, освітніх та технологічних рішень : у 2 т. : матеріали Міжнар. наук.- практ. конф. (м. Одеса, 19 травня 2023 р.) / за заг. ред. С. В. Ківалова. Одеса: Видавництво «Юридика», 2023. Т. 2. C. 11—14.
- Залужний В. Моя війна. Івано-Франківськ: Вавилонська бібліотека, 2024. 248 с.

## Вшанування

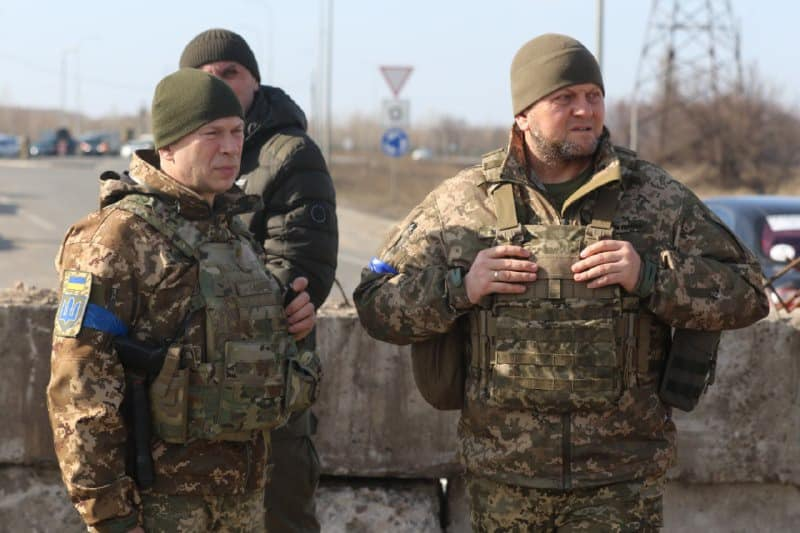
Залужний та Олександр Сирський під час битви за Київ. 16 березня 2022

### Топоніми
- 28 травня 2022 року в Покрові Дніпропетровської області вулицю Горького перейменували на вулицю Валерія Залужного[78].
- 9 червня 2022 року в Старій Синяві вулицю Жукова перейменували на вулицю Генерала Залужного[79].
- 16 лютого 2023 року в Конотопі вулицю Тургенєва перейменували на вулицю Валерія Залужного[80].
- 7 липня 2023 року в Малині вулицю Ніни Сосніної перейменували на вулицю Валерія Залужного[81].

### Мурали
- 2 травня 2024 року, у Святошинському районі м. Києва, по вулиці Котельнікова 51, було створено мурал Валерія Залужного розміром понад 120 м². На створення муралу знадобилося 13 годин[82].
- 2 червня 2025 року у Києві на Дніпровській набережній з’явився великий мурал із історичними діячами України. В центрі — генерал Валерій Залужний. Також на малюнку — Святослав Хоробрий, Петро Сагайдачний і Дмитро Донцов.[83]

## Звання
- 8 травня 2024 року рішенням Київради Валерія Залужного визнано почесним громадянином міста[84]. Депутатська фракція партії «Слуга народу» відмовилась голосувати за це рішення та в повному складі покинула зал засідань[84]. Як повідомив мер Києва Віталій Кличко[85],

| столиця, рішенням Київради, висловила свою шану та повагу і нагородила званням «Почесний громадянин Києва» двох людей, які є справжніми моральними авторитетами для киян і всіх українців, — Ліну Костенко та Валерія Залужного. |
Причиною відзначення Валерія Залужного стали «його особисті заслуги під час оборони столиці та в захисті державного суверенітету і свободи України.»

## Факти
- Згідно з інтерв'ю для The Washington Post, у 2019 році Залужного затримали в аеропорту Брюсселя, куди він прибув для участі в саміті НАТО. Приводом стало оголошення його в міжнародний розшук на запит Російської Федерації. Під час затримання представниками Інтерполу він встиг зателефонувати послу України в НАТО, який згодом владнав ситуацію[87][88].
- 15 листопада 2022 року Залужний отримав $1 млн спадку від Григорія Степанця. 5 січня 2023 року він переказав всі отримані гроші на спецрахунок[89]. НБУ для збору потреб Збройних Сил України[90][91][92].
- Як найкращий випускник Національного університету оборони України був нагороджений перехідним мечем королеви Великої Британії[93].
- В серпні 2024 року вийшла книга Людмили Долгоновської — «Залізний генерал. Уроки людяності» ISBN 978-966-982-956-6

## Пісні про Валерія Залужного
- У травні 2022 року музикант Oisho BTZ (Олесь Михайлович) записав пісню, присвячену Залужному, «Залужний мутить двіж»[94][95][96].
- 30 грудня 2022 року український гурт «Енджі Крейда» опублікував пісню «Залужний» (новорічна)[97].
- У червні 2023 року 7-річний Марко Муляр з татом створили пісню «Нас веде Залужний в бій»[98].
- Оркестр бригади «Холодний Яр» яскраво привітав головнокомандувача із 50-річчям піснею «Батько наш Залужний, ЗСУ сім'я»[99][100]

## Галерея

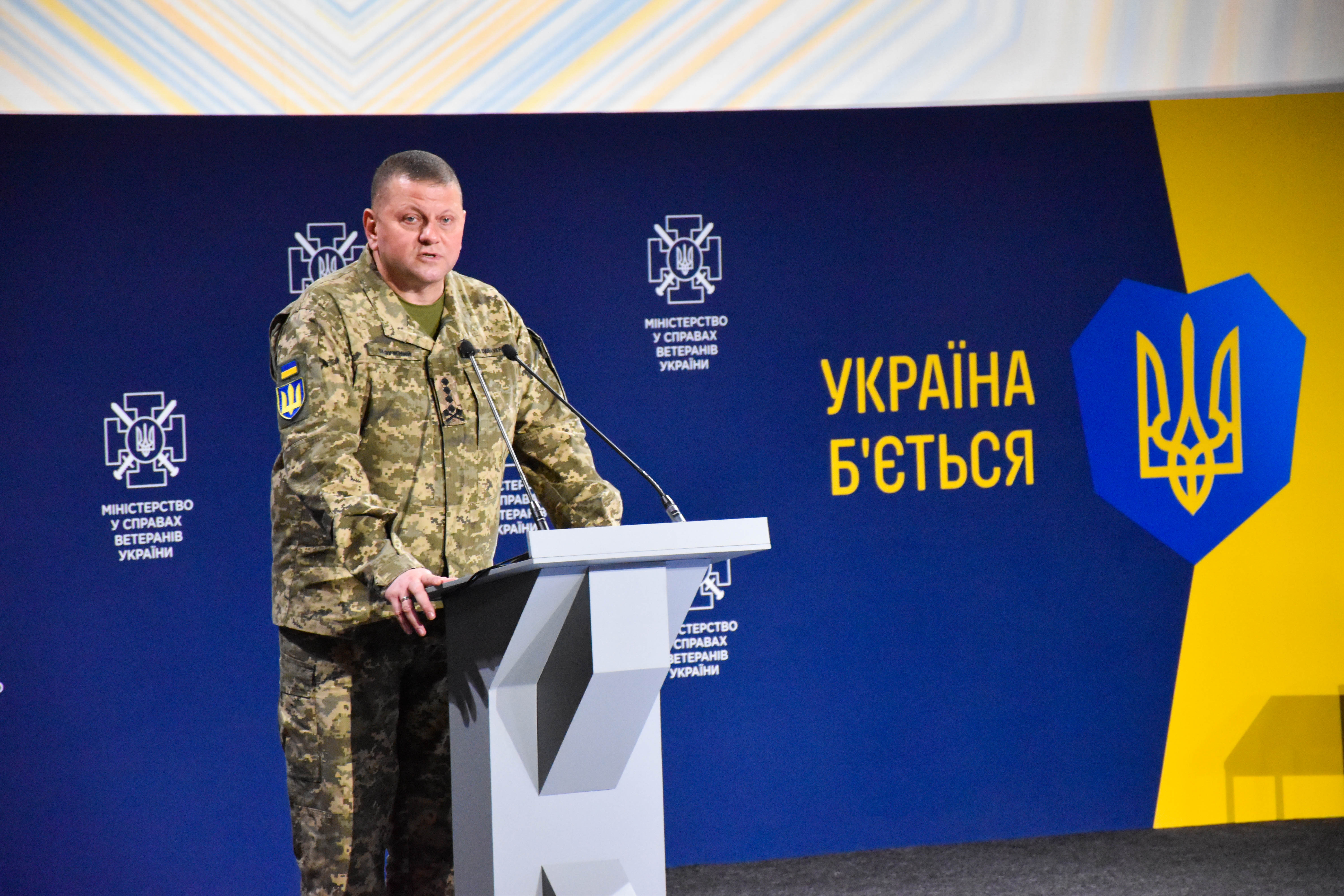
Валерій Залужний на форумі «Захисники. Перекличка», 2023 рік
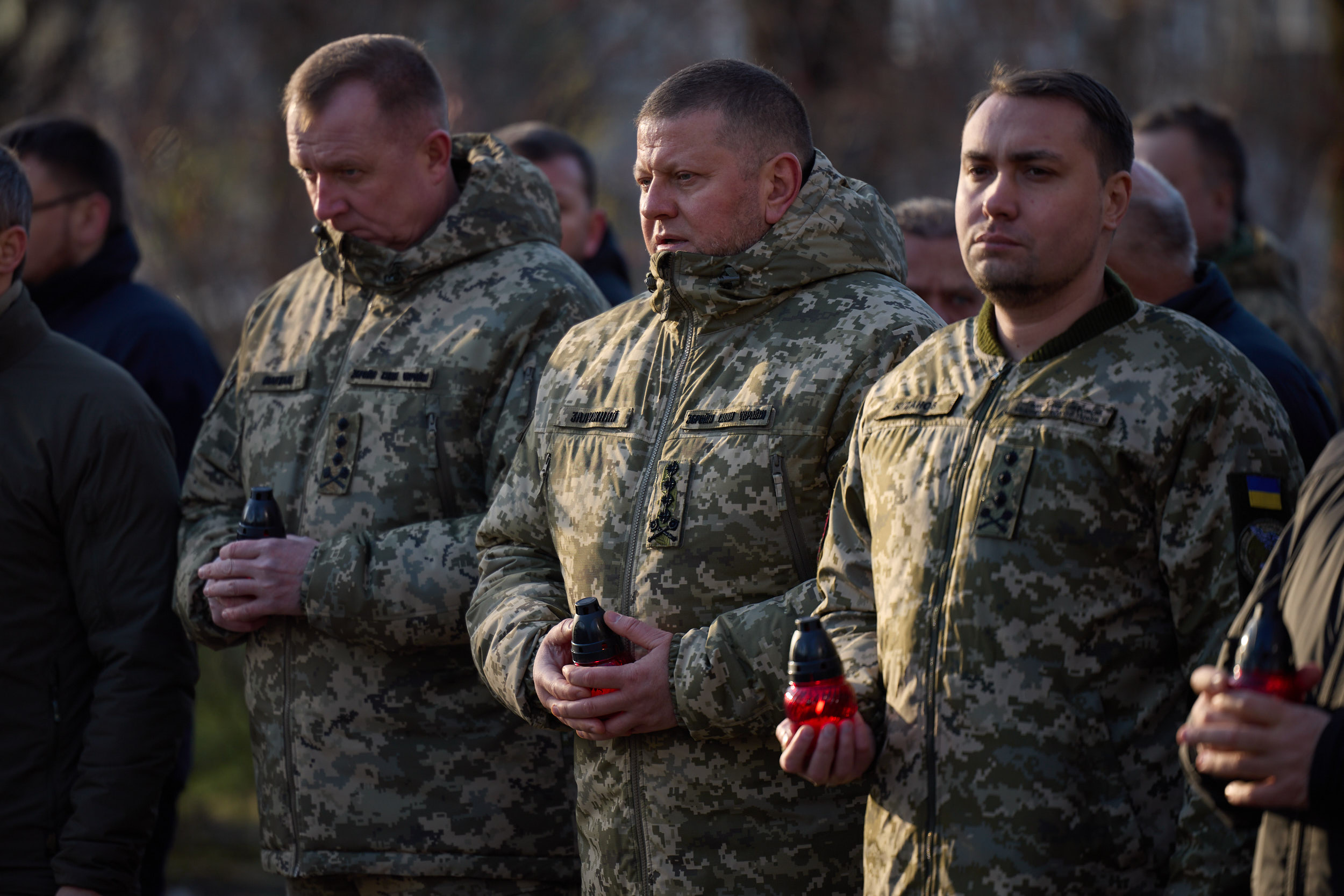
Валерій Залужний у заході з нагоди 90-х роковин Голодомору 1932-1933 років
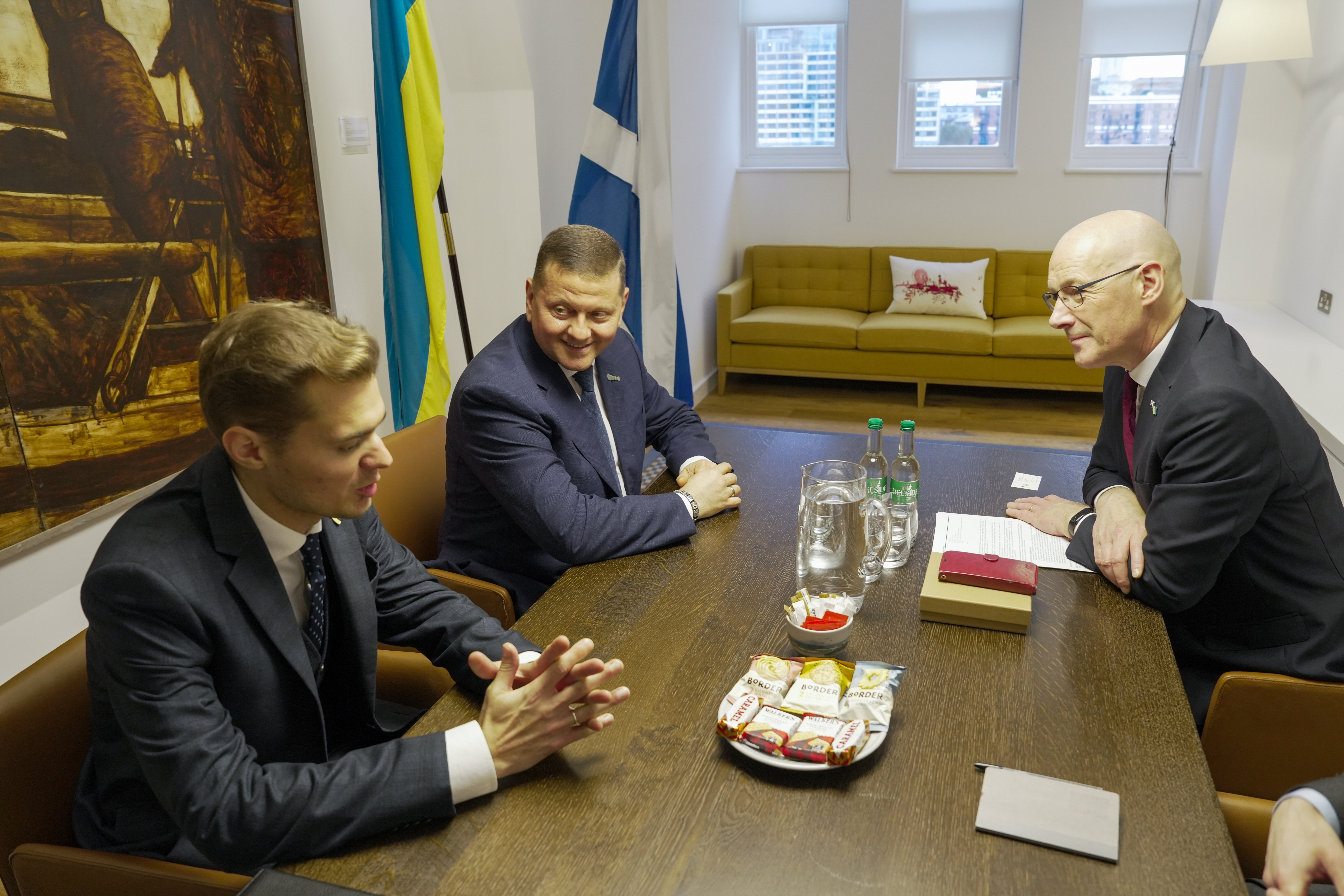
Залужний (в центрі) під час зустрічі з Першим міністром Шотландії Джоном Свінні (праворуч) (жовтень 2024).

### Довідки
- генерал Залужний Валерій Федорович [Архівовано 25 серпня 2021 у Wayback Machine.] // zsu.gov.ua

### Інтерв'ю
- Рина Лідницька (5 листопада 2010). Валерій Залужний: «Новоград-Волинський був колискою мрій і прагнень, Володимир-Волинський дав можливість втілити їх у життя…». zvyagel.com.ua. Звягель. Архів оригіналу за 1 березня 2018. Процитовано 1 березня 2018.
- Штупун, О. «Хочемо відійти від написання бойових наказів зразка 1943 року. Від цих безглуздих доповідей біля карт» — командувач військ ОК «Північ» генерал-майор Валерій Залужний [Архівовано 25 вересня 2021 у Wayback Machine.] // armyinform.com.ua, 15 лютого 2020
- Шкорко, Д. Валерій Залужний, головнокомандувач ЗСУ [Архівовано 8 квітня 2022 у Wayback Machine.] // Укрінформ, 17 січня 2022
- Ukraine's top soldier runs a different kind of army from Russia's. // The Economist, 15 грудня 2022(англ.)
- Фронт / Роботи і ШІ / Третя світова — Залужний | УП-2. Українська Правда, 23 листопада 2024.
- Валерій Залужний — про корені ідентичності, силу єдності й найголовніші історичні уроки для українців, VOGUE.UA, 27 липня 2025 року.